# 1776
Il 1776 (MDCCLXXVI in numeri romani) è un anno bisestile del XVIII secolo.

## Eventi
- Eruzione effusiva del Vesuvio.
- Il chimico scozzese Henry Cavendish individua l'idrogeno come sostanza distinta.
- L'Argentina diviene Vicereame del Río de la Plata.
- Edward Gibbon pubblica il primo volume di Declino e caduta dell'Impero romano.
- Íñigo Abbad y Lasierra scrive il primo libro approfondito sulla storia di Porto Rico.
- 26 febbraio – Il Teatro Regio Ducale di Milano viene distrutto da un incendio; al suo posto sorgerà il Teatro alla Scala.
- 9 marzo – Adam Smith pubblica La ricchezza delle nazioni.
- 28 marzo – Gli spagnoli costruiscono un forte nel luogo ove sorgerà San Francisco.
- 1º maggio – Fondazione della società segreta degli Illuminati
- Autunno – Alessandro Volta scopre il metano.
- Joseph von Sonnenfels ottiene l'abolizione della tortura nei territori austriaci grazie al suo saggio Sull'abolizione della tortura.

### Guerra d'indipendenza americana
- 10 gennaio – Thomas Paine pubblica Senso comune, un pamphlet di 50 pagine in cui Paine incita alla rivoluzione armata contro gli inglesi e all'indipendenza. Il libro vende in pochi mesi più di 500 000 copie.
- 17 marzo – Gli inglesi abbandonano Boston.
- 8 giugno – Gli inglesi sconfiggono l'esercito americano di Benedict Arnold a Trois Rivieres (nell'attuale Quebec).
- 15 giugno – Benedict Arnold si ritira dalla valle del San Lorenzo, appiccando il fuoco a Montréal.
- 4 luglio – Dichiarazione d'indipendenza degli Stati Uniti d'America
- 27 agosto – Battaglia di Long Island: Gli inglesi sbarcano nei pressi di Brooklyn e costringono l'Esercito continentale di George Washington a ritirarsi.
- 15 settembre – Gli inglesi occupano New York.
- 11 ottobre – Battaglia di Valcour Bay: Gli inglesi sconfiggono nuovamente Benedict Arnold nella battaglia navale di Valcour Island (sul Lago Champlain), in quella che è considerata la prima battaglia combattuta dalla marina degli Stati Uniti.
- 28 ottobre – Battaglia di White Plains: Gli Inglesi riportano un'ulteriore vittoria sui ribelli americani; Washington e il suo esercito riescono però ad evitare l'accerchiamento.
- Primi giorni di dicembre – L'esercito americano attraversa il fiume Delaware, abbandonando il New Jersey e rifugiandosi in Pennsylvania.
- 25 dicembre – Nuovo attraversamento del Delaware da parte dell'esercito di Washington, che riprende l'iniziativa.
- 26 dicembre – Battaglia di Trenton: Gli americani attaccano la guarnigione di Trenton, formata da mercenari assiani, riportando una netta vittoria.

## Nati

### Gennaio
- 1º gennaio - Vittorio Fraschini, magistrato e politico italiano († 1858)
- 4 gennaio - Bernardino Drovetti, collezionista d'arte, esploratore e diplomatico italiano († 1852)
- 4 gennaio - Jean-Baptiste Prosper Jollois, ingegnere e egittologo francese († 1842)
- 6 gennaio - Ferdinand von Schill, ufficiale prussiano († 1809)
- 8 gennaio - Thomas Langlois Lefroy, politico e giudice irlandese († 1869)
- 10 gennaio - Luigi Francesetti di Mezzenile, politico e nobile italiano († 1850)
- 15 gennaio - Guglielmo Federico di Hannover, nobile inglese († 1834)
- 24 gennaio - Ernst Theodor Amadeus Hoffmann, scrittore, compositore e pittore tedesco († 1822)
- 25 gennaio - Johann Joseph von Görres, scrittore, storico e pubblicista tedesco († 1848)

### Febbraio
- 4 febbraio - Marc Bédarride, scrittore francese († 1846)
- 4 febbraio - Luigi Muzzi, letterato, filologo e epigrafista italiano († 1865)
- 4 febbraio - Ignacy Ludwik Pawłowski, arcivescovo cattolico polacco († 1842)
- 4 febbraio - Gottfried Reinhold Treviranus, naturalista tedesco († 1837)
- 9 febbraio - Pëtr Ivanovič Rikord, ammiraglio russo († 1855)
- 11 febbraio - Giovanni Capodistria, politico e diplomatico greco († 1831)
- 14 febbraio - Christian Gottfried Daniel Nees von Esenbeck, botanico, entomologo e fisico tedesco († 1858)
- 15 febbraio - Jean-Pierre Boyer, militare e politico haitiano († 1850)
- 17 febbraio - Francesco Giuseppe Bini, fantino italiano
- 21 febbraio - Vincenzo Lavigna, compositore italiano († 1836)
- 23 febbraio - Aleksej Grigor'evič Ščerbatov, nobile e ufficiale russo († 1848)
- 24 febbraio - Mario Pieri, letterato italiano († 1852)
- 27 febbraio - Andrea Nozzari, tenore italiano († 1832)
- 28 febbraio - Carlo Alberto III di Hohenlohe-Waldenburg-Schillingsfürst, principe austriaco († 1843)

### Marzo
- 3 marzo - Louise Sébastienne Danton Dupin,  francese († 1856)
- 4 marzo - Guillaume Emmanuel Guignard de Saint-Priest, generale russo († 1814)
- 5 marzo - Michele Leoni, letterato italiano († 1858)
- 9 marzo - Giuseppe d'Asburgo-Lorena, nobile e politico austriaco († 1847)
- 10 marzo - Luisa di Meclemburgo-Strelitz, regina prussiana († 1810)
- 13 marzo - Gaetano Matteo Monti, scultore italiano († 1847)
- 14 marzo - Eustahija Arsić, mecenate e scrittrice serba († 1843)
- 15 marzo - Melchiorre Dore, poeta, scrittore e presbitero italiano († 1851)
- 16 marzo - Agostino Lascaris di Ventimiglia, politico italiano († 1838)
- 18 marzo - Jacques-André Jacquelin, drammaturgo, paroliere e poeta francese († 1827)
- 19 marzo - Vasilij Andreevič Tropinin, pittore russo († 1857)
- 20 marzo - Richard Temple-Nugent-Brydges-Chandos-Grenville, I duca di Buckingham e Chandos, politico britannico († 1839)
- 25 marzo - Germanos, vescovo ortodosso greco († 1826)
- 26 marzo - Anna Tyszkiewicz, scrittrice e nobile polacca († 1867)
- 27 marzo - Charles-François Brisseau de Mirbel, botanico e politico francese († 1854)
- 27 marzo - José Manuel Herrera, presbitero, politico e scrittore messicano († 1831)

### Aprile
- 1º aprile - Sophie Germain, matematica francese († 1831)
- 5 aprile - Gaspare Coller, magistrato e politico italiano († 1855)
- 6 aprile - Alphonse Giroux, restauratore e ebanista francese († 1848)
- 7 aprile - Franz Erwein von Schönborn-Wiesentheid, nobile, politico e collezionista d'arte tedesco († 1840)
- 13 aprile - Giuseppe Pecci, cardinale e vescovo cattolico italiano († 1855)
- 16 aprile - Giuseppe Gromo di Ternengo, magistrato e politico italiano († 1851)
- 17 aprile - Giulio Corbo, politico e economista italiano († 1856)
- 19 aprile - Vasilij Michajlovič Golovnin, navigatore e esploratore russo († 1831)
- 20 aprile - Alexandre d'Alton, generale francese († 1859)
- 25 aprile - Maria di Hannover, nobile inglese († 1857)
- 25 aprile - Edward Solly, mercante, collezionista d'arte e patriota britannico († 1844)
- 27 aprile - Hyacinthe Jadin, compositore e direttore d'orchestra francese († 1800)
- 29 aprile - Giovanni D'Andrea, economista e politico italiano († 1841)

### Maggio
- 4 maggio - Johann Friedrich Herbart, filosofo e pedagogista tedesco († 1841)
- 6 maggio - Pëtr Michajlovič Volkonskij, generale russo († 1852)
- 7 maggio - Dániel Berzsenyi, poeta ungherese († 1836)
- 7 maggio - Jacopo Gråberg di Hemsö, geografo e diplomatico svedese († 1847)
- 10 maggio - Pedro Villacampa y Periel, generale spagnolo († 1854)
- 16 maggio - Luigi Lambruschini, cardinale, arcivescovo cattolico e politico italiano († 1854)
- 17 maggio - Amos Eaton, botanico e educatore statunitense († 1842)
- 20 maggio - Simon Fraser, esploratore britannico († 1862)
- 20 maggio - Giuseppe di Hohenzollern-Hechingen, vescovo cattolico tedesco († 1836)
- 21 maggio - Pavel Andreevič Šuvalov, ufficiale russo († 1823)

### Giugno
- 1º giugno - Giuseppe Zamboni, abate e fisico italiano († 1846)
- 8 giugno - Thomas Rickman, architetto e antiquario inglese († 1841)
- 9 giugno - Francesco Borghese, nobile, militare e politico italiano († 1839)
- 11 giugno - John Constable, pittore inglese († 1837)
- 12 giugno - Karl Friedrich Burdach, fisiologo tedesco († 1847)
- 12 giugno - Pierre Révoil, pittore francese († 1842)
- 13 giugno - José Manuel de Goyeneche, militare spagnolo († 1846)
- 20 giugno - Bosquier-Gavaudan, attore teatrale e commediografo francese († 1843)
- 20 giugno - Luigi Del Drago, cardinale italiano († 1845)
- 21 giugno - Giuseppa di Fürstenberg-Weitra, nobildonna tedesca († 1848)
- 24 giugno - Giovanni Rosini, poeta, romanziere e drammaturgo italiano († 1855)
- 28 giugno - Charles Mathews, attore teatrale e direttore teatrale inglese († 1835)

### Luglio
- 1º luglio - Sophie Gay, scrittrice francese († 1852)
- 2 luglio - Federico Cassitto, scrittore, politico e economista italiano († 1853)
- 13 luglio - Amalia Cristiana di Baden, nobildonna († 1823)
- 13 luglio - Carolina di Baden, regina († 1841)
- 14 luglio - Pierre Daumesnil, generale francese († 1832)
- 16 luglio - Ludwig Heinrich Bojanus, medico e naturalista tedesco († 1827)
- 16 luglio - Johann von Soldner, matematico, fisico e astronomo tedesco († 1833)
- 17 luglio - René Théodore Berthon, pittore francese († 1859)
- 18 luglio - Alerino Palma, scrittore, magistrato e rivoluzionario italiano († 1851)
- 22 luglio - Federico di Hohenzollern-Hechingen, principe († 1838)

### Agosto
- 1º agosto - Archibald Acheson, II conte di Gosford, politico irlandese († 1849)
- 1º agosto - Francesca Scanagatta, militare italiana († 1864)
- 2 agosto - Friedrich Stromeyer, chimico tedesco († 1835)
- 4 agosto - Pierre-Simon Ballanche, scrittore e filosofo francese († 1847)
- 4 agosto - Wenzel Sedlák, arrangiatore e clarinettista boemo († 1851)
- 7 agosto - Amalia di Nassau-Weilburg, nobile tedesca († 1841)
- 8 agosto - Nikolaj Aleksandrovič Chvostov, navigatore russo († 1809)
- 9 agosto - Amedeo Avogadro, fisico e chimico italiano († 1856)
- 9 agosto - Jacob Munch, pittore norvegese († 1839)
- 15 agosto - Ignaz von Seyfried, compositore e direttore d'orchestra austriaco († 1841)
- 16 agosto - Amalie von Imhoff, scrittrice e poetessa tedesca († 1831)
- 16 agosto - Monaldo Leopardi, filosofo e politico italiano († 1847)
- 16 agosto - Philipp Jakob Riotte, compositore tedesco († 1856)
- 17 agosto - Wilhelm Benecke, mercante e saggista tedesco († 1837)
- 18 agosto - Agustín Argüelles, politico e diplomatico spagnolo († 1844)
- 18 agosto - Thomas Howard, XVI conte di Suffolk, nobile e politico britannico († 1851)
- 21 agosto - Elizabeth Parke Custis, politica e socialite statunitense († 1831)
- 22 agosto - Carlo Amati, architetto italiano († 1852)
- 23 agosto - Josef Hoene-Wronski, filosofo polacco († 1853)
- 27 agosto - Barthold Georg Niebuhr, storico e politico tedesco († 1831)
- 29 agosto - François Marie Daudin, zoologo e naturalista francese († 1803)
- 29 agosto - Georg Friedrich Treitschke, librettista e entomologo tedesco († 1842)

### Settembre
- 2 settembre - Toussaint du Breil de Pontbriand, ufficiale e nobile francese († 1844)
- 4 settembre - Guglielmo Ansaldi, patriota italiano († 1851)
- 4 settembre - Giuseppa Tornielli Bellini, nobildonna italiana († 1837)
- 9 settembre - Philip Broke, nobile e militare britannico († 1841)
- 20 settembre - Matteo Ravnikar, vescovo cattolico, educatore e scrittore sloveno († 1845)
- 21 settembre - Luigi Biondi, scrittore e archeologo italiano († 1839)
- 21 settembre - John Fitchett, poeta inglese († 1838)
- 24 settembre - Angelo Maria Ricci, poeta italiano († 1850)
- 25 settembre - Jean-Baptiste Mougeot, botanico, micologo e medico francese († 1858)
- 27 settembre - Maria Versfelt,  olandese († 1845)
- 29 settembre - Michele Lamparelli, medico italiano († 1857)

### Ottobre
- 3 ottobre - Emanuele Repetti, geografo, storico e naturalista italiano († 1852)
- 4 ottobre - Giovanni Battista Bellè, vescovo cattolico italiano († 1844)
- 4 ottobre - Henri du Boishamon, ufficiale francese († 1846)
- 4 ottobre - Antonio Tosti, cardinale italiano († 1866)
- 6 ottobre - James Duff, IV conte di Fife, nobile e ufficiale scozzese († 1857)
- 6 ottobre - Hirata Atsutane, scrittore e filosofo giapponese († 1843)
- 6 ottobre - James Stuart-Wortley-Mackenzie, I barone di Wharncliffe, ufficiale e politico inglese († 1845)
- 11 ottobre - Pietro Nobile, architetto svizzero († 1854)
- 19 ottobre - Maurice Ourry, drammaturgo, poeta e giornalista francese († 1843)
- 21 ottobre - George Izard, politico e militare statunitense († 1828)
- 28 ottobre - Francesco Calabrò, medico italiano († 1859)
- 28 ottobre - Giovanni Giraud, drammaturgo, poeta e banchiere italiano († 1834)
- 28 ottobre - Joachim Haspinger, religioso e patriota († 1858)
- 31 ottobre - Angelo Bellani, fisico italiano († 1852)

### Novembre
- 2 novembre - Raimundo Jose da Cunha Mattos, militare e storico brasiliano († 1839)
- 4 novembre - Karoline Stahl, scrittrice e poetessa tedesca († 1837)
- 6 novembre - Mauro Bernardini, letterato e religioso italiano († 1844)
- 10 novembre - María del Pilar de Portugal, nobildonna spagnola († 1835)
- 11 novembre - Luigi Granata, agronomo e economista italiano († 1841)
- 12 novembre - Gaetano Gandolfi, anatomista e veterinario italiano († 1819)
- 14 novembre - Henri Dutrochet, medico, biologo e fisiologo francese († 1847)
- 15 novembre - Pehr Henrik Ling, fisioterapista svedese († 1839)
- 18 novembre - Mauro Rusconi, medico e naturalista italiano († 1849)
- 20 novembre - Ignaz Schuppanzigh, violinista, violista e direttore d'orchestra austriaco († 1830)
- 28 novembre - Augusta d'Assia-Homburg, nobile tedesca († 1871)
- 28 novembre - Andreas Buchner, storico tedesco († 1854)
- 30 novembre - Annibale Di Saluzzo, politico e militare italiano († 1852)

### Dicembre
- 1º dicembre - Elijah Hunt Mills, politico statunitense († 1852)
- 5 dicembre - Konrad Johann Martin Langenbeck, chirurgo, oculista e anatomista tedesco († 1851)
- 10 dicembre - Maria Leopoldina d'Austria-Este, nobile austriaca († 1848)
- 10 dicembre - José Joaquín Fernández de Lizardi, giornalista e scrittore messicano († 1827)
- 16 dicembre - Johann Wilhelm Ritter, fisico e chimico tedesco († 1810)
- 18 dicembre - Juan Martín de Pueyrredón, militare e politico argentino († 1850)
- 18 dicembre - Jean Baptiste Schwilgué, orologiaio francese († 1856)
- 19 dicembre - Eusebio Bardají Azara, politico e diplomatico spagnolo († 1842)
- 19 dicembre - Edward Somerset, generale britannico († 1842)
- 20 dicembre - Giuseppe Tommaso Rossetti, generale italiano († 1840)
- 26 dicembre - Charles Hamilton Smith, artista e naturalista inglese († 1859)
- 27 dicembre - Nikolaj Michajlovič Kamenskij, generale russo († 1811)
- 29 dicembre - Gustaf af Wetterstedt, politico svedese († 1837)
- 31 dicembre - Johann Gaspar Spurzheim, medico tedesco († 1832)

### Senza giorno specificato
- William Allman, botanico inglese († 1846)
- William Bagwell, politico irlandese († 1826)
- Peter Barlow, matematico inglese († 1862)
- Luigi Basoli, pittore italiano († 1848)
- Gioachino Bellone, burattinaio italiano († 1851)
- Teresa Bertinotti-Radicati, soprano italiano († 1854)
- Chikutō Nakabayashi, pittore giapponese († 1853)
- Robert Cocking, pittore e inventore britannico († 1837)
- Mary Boddington, scrittrice e viaggiatrice irlandese († 1840)
- Aleksej Egorovič Egorov, pittore e disegnatore russo († 1851)
- Feng Keshan, rivoluzionario cinese († 1813)
- Gennaro Galbiati, medico e chirurgo italiano († 1844)
- Fortunée Hamelin,  francese († 1851)
- Hussein Shah di Johor, sovrano malese († 1835)
- Urban Jürgensen, orologiaio danese († 1830)
- Jean Lafitte, pirata francese († 1826)
- Joshua Milne, matematico britannico († 1851)
- Stefano Murialdo, scultore italiano († 1838)
- Baksh Nasikh, poeta indiano († 1838)
- Giovanni Perego, pittore, scenografo e architetto italiano († 1817)
- Cristino Rasponi, mecenate italiano († 1845)
- Wilhelm Christian Raster, politico e traduttore tedesco
- Giovanni Battista Scotti, pittore e decoratore italiano († 1830)
- Joseph Lee Smith, avvocato e militare statunitense († 1846)
- Christian Friedrich Tieck, scultore tedesco († 1851)
- Illarion Vasil'evič Vasil'čikov, politico e generale russo († 1847)
- Jacopo Antonio Vianelli, avvocato, giudice e poeta italiano († 1821)
- Lorenzo De Conciliis, patriota italiano († 1866)
- Louis-Étienne Héricart de Thury, politico e scienziato francese († 1854)

## Morti

### Gennaio
- 5 gennaio - Philipp Ludwig Statius Müller, zoologo tedesco (n. 1725)
- 11 gennaio - Anna Karlovna Skavronskaja, nobildonna russa (n. 1722)
- 14 gennaio - Edward Cornwallis, generale britannico (n. 1713)
- 28 gennaio - William Bouverie, I conte di Radnor, politico inglese (n. 1725)

### Febbraio
- 1º febbraio - Mathieu Criaerd, ebanista francese (n. 1689)
- 22 febbraio - Edward Stanley, XI conte di Derby, nobile e politico inglese (n. 1689)

### Marzo
- 7 marzo - John Lyon-Bowes, IX conte di Strathmore e Kinghorne, nobile britannico (n. 1737)
- 10 marzo - Élie Fréron, giornalista e critico letterario francese (n. 1718)
- 10 marzo - Nicolaus Sahlgren, mercante e filantropo svedese (n. 1701)
- 14 marzo - Giambattista Bortoli, teologo e arcivescovo cattolico italiano (n. 1695)
- 16 marzo - Cristoforo Sizzo de Noris, vescovo cattolico italiano (n. 1706)
- 19 marzo - Gaetano II Sforza Cesarini, V principe di Genzano, principe e presbitero italiano (n. 1728)
- 23 marzo - Robert James, medico inglese (n. 1703)
- 24 marzo - John Harrison, orologiaio e inventore inglese (n. 1693)

### Aprile
- 3 aprile - Giuseppe Andreoli, pittore italiano (n. 1720)
- 7 aprile - Charles-Pierre Colardeau, poeta, drammaturgo e traduttore francese (n. 1732)
- 15 aprile - Guglielmina d'Assia-Darmstadt, principessa (n. 1755)
- 18 aprile - Johann Joseph von Khevenhüller-Metsch, nobile, politico e diplomatico austriaco (n. 1706)
- 19 aprile - Jacob Emden, rabbino e religioso tedesco (n. 1697)
- 20 aprile - Giuseppe Pasquale Cirillo, giurista, avvocato e letterato italiano (n. 1709)
- 22 aprile - Filippo Finazzi, compositore e cantante lirico italiano (n. 1705)
- 22 aprile - Johann Adolph Scheibe, compositore e musicologo tedesco (n. 1708)
- 24 aprile - Giuseppe Paolucci, francescano e teorico della musica italiano (n. 1726)
- 27 aprile - Simone Buonaccorsi, cardinale italiano (n. 1708)

### Maggio
- 2 maggio - Lorenzo Tiepolo, pittore e incisore italiano (n. 1736)
- 4 maggio - Jacques Saly, scultore francese (n. 1717)
- 7 maggio - Maria Anna Giuseppa di Baviera, principessa tedesca (n. 1734)
- 12 maggio - Joaquín Atanasio Pignatelli de Aragón y Moncayo, diplomatico spagnolo (n. 1724)
- 22 maggio - Jeanne Julie Éléonore de Lespinasse, scrittrice francese (n. 1732)

### Giugno
- 10 giugno - Hsinbyushin, sovrano birmano (n. 1736)
- 12 giugno - Bartolomeo Felici, compositore e organista italiano (n. 1695)
- 13 giugno - Friedrich von Spörcken, generale tedesco (n. 1698)
- 28 giugno - Thomas Hickey, militare irlandese

### Luglio
- 6 luglio - Ludovico Sabatini d'Anfora, vescovo cattolico italiano (n. 1708)
- 7 luglio - Jeremiah Markland, filologo classico inglese (n. 1693)
- 16 luglio - Francesca Cristina del Palatinato-Sulzbach, badessa (n. 1696)
- 17 luglio - Henrietta Godolphin, nobildonna inglese (n. 1701)
- 24 luglio - Giovanni Antonio Lecchi, gesuita e matematico italiano (n. 1702)
- 29 luglio - Charles François Hutin, pittore, incisore e scultore francese (n. 1715)

### Agosto
- 2 agosto - Luigi Francesco di Borbone-Conti, nobile, diplomatico e generale francese (n. 1717)
- 3 agosto - Peter Jacob Horemans, pittore fiammingo (n. 1700)
- 12 agosto - Benedetto Veterani, cardinale italiano (n. 1703)
- 14 agosto - Charles Cathcart, IX Lord Cathcart, generale e diplomatico scozzese (n. 1721)
- 25 agosto - David Hume, filosofo scozzese (n. 1711)
- 25 agosto - Germain-François Poullain de Saint-Foix, scrittore e drammaturgo francese (n. 1698)

### Settembre
- 1º settembre - Ludwig Christoph Heinrich Hölty, poeta tedesco (n. 1748)
- 1º settembre - Augustin Roux, traduttore e medico francese (n. 1726)
- 5 settembre - Anton de Haen, medico olandese (n. 1704)
- 6 settembre - Giuseppe Callisto Gentili, diplomatico e abate italiano (n. 1703)
- 15 settembre - Pompeo Neri, giurista e politico italiano (n. 1706)
- 16 settembre - Thomas Knowlton, patriota statunitense (n. 1740)
- 22 settembre - Nathan Hale, militare statunitense (n. 1755)
- 22 settembre - Giuseppe Peroni, religioso e pittore italiano (n. 1710)
- 25 settembre - Thomas Burke, vescovo cattolico irlandese (n. 1709)
- 26 settembre - Stephen Fox-Strangways, I conte di Ilchester, nobile e politico inglese (n. 1704)

### Ottobre
- 6 ottobre - Salvatore Monosilio, pittore italiano (n. 1715)
- 11 ottobre - Jan Křtitel Jiří Neruda, compositore e violinista ceco
- 15 ottobre - John Ellis, naturalista, mercante e botanico britannico (n. 1710)
- 26 ottobre - Richard Bland, avvocato e politico britannico (n. 1710)
- 28 ottobre - Sofia di Sassonia-Hildburghausen, principessa (n. 1760)

### Novembre
- 1º novembre - Francisco de Saldanha da Gama, cardinale e patriarca cattolico portoghese (n. 1723)
- 6 novembre - Gaetano I Sessi, nobile italiano
- 7 novembre - Jean-Marc Nattier, pittore francese (n. 1685)
- 8 novembre - Karl Gotthelf von Hund, nobile tedesco (n. 1722)
- 15 novembre - Fernando de Silva y Alvarez de Toledo, XII duca d'Alba, generale e diplomatico spagnolo (n. 1714)
- 17 novembre - Stefano Blascovich, vescovo cattolico dalmata (n. 1689)
- 17 novembre - James Ferguson, astronomo scozzese (n. 1710)
- 22 novembre - Mattia Vento, compositore e clavicembalista italiano (n. 1735)
- 29 novembre - Zanetta Farussi, attrice teatrale italiana (n. 1707)

### Dicembre
- 4 dicembre - Pietro Gradenigo, storico italiano (n. 1695)
- 5 dicembre - Elizabeth Seymour, II baronessa Percy, nobildonna inglese (n. 1716)
- 9 dicembre - Franz Heinrich von Dalberg, nobile e politico tedesco (n. 1716)
- 14 dicembre - Johann Jakob Breitinger, letterato svizzero (n. 1701)
- 27 dicembre - Johann Rall, militare tedesco (n. 1726)

### Senza giorno specificato
- Ike no Taiga, pittore e calligrafo giapponese (n. 1723)
- Lebian,  nativo americano
- Pygan Adams, orafo statunitense (n. 1712)
- Giuseppe Asclepi, astronomo e matematico italiano (n. 1706)
- Manon Balletti,  francese (n. 1740)
- Michelangiolo Bertolotto il Giovane, pittore e restauratore italiano
- Vittorio Maria Bigari, pittore italiano (n. 1692)
- Johann Boumann, architetto olandese (n. 1706)
- George Desmarées, pittore svedese (n. 1697)
- Antonio Dusi, pittore italiano (n. 1726)
- Giovanni Battista Fattori, scultore italiano (n. 1696)
- Fratelli Lafranchini,  svizzero (n. 1695)
- Pierre Abraham Lorillard, imprenditore francese (n. 1742)
- Matteo Lucchesi, ingegnere e architetto italiano (n. 1705)
- Giuseppe Antonio Orelli, pittore svizzero (n. 1706)
- Onofrio Paganini, attore teatrale italiano
- Christian Pedersen Horrebow, astronomo danese (n. 1718)
- Joannes Conradus Melchior Pichler, compositore, violinista e cantante austriaco (n. 1695)
- Gilberto II Pio di Savoia, nobile spagnolo (n. 1717)
- Paolo Posi, architetto italiano (n. 1708)
- Humphrey Primatt, pastore protestante e scrittore britannico (n. 1734)
- Torii Kiyohiro, pittore e incisore giapponese
- Girolamo Vandelli, scienziato italiano (n. 1699)
- Robert Whytt, medico scozzese (n. 1714)
- Yoshimura Shūzan, pittore e scultore giapponese (n. 1700)
- Georges-Claude Goiffon, architetto francese (n. 1712)
- Jacob van der Aa, pittore olandese (n. 1743)

## Calendario
| Calendario 1776 | Calendario 1776 | Calendario 1776 | Calendario 1776 | Calendario 1776 | Calendario 1776 | Calendario 1776 | Calendario 1776 | Calendario 1776 | Calendario 1776 | Calendario 1776 | Calendario 1776 | Calendario 1776 | Calendario 1776 | Calendario 1776 | Calendario 1776 | Calendario 1776 | Calendario 1776 | Calendario 1776 | Calendario 1776 | Calendario 1776 | Calendario 1776 | Calendario 1776 | Calendario 1776 | Calendario 1776 | Calendario 1776 | Calendario 1776 | Calendario 1776 | Calendario 1776 | Calendario 1776 | Calendario 1776 | Calendario 1776 | Calendario 1776 |
| --------------- | --------------- | --------------- | --------------- | --------------- | --------------- | --------------- | --------------- | --------------- | --------------- | --------------- | --------------- | --------------- | --------------- | --------------- | --------------- | --------------- | --------------- | --------------- | --------------- | --------------- | --------------- | --------------- | --------------- | --------------- | --------------- | --------------- | --------------- | --------------- | --------------- | --------------- | --------------- | --------------- |
|                 | 1               | 2               | 3               | 4               | 5               | 6               | 7               | 8               | 9               | 10              | 11              | 12              | 13              | 14              | 15              | 16              | 17              | 18              | 19              | 20              | 21              | 22              | 23              | 24              | 25              | 26              | 27              | 28              | 29              | 30              | 31              |                 |
| Gennaio         | Lu              | Ma              | Me              | Gi              | Ve              | Sa              | Do              | Lu              | Ma              | Me              | Gi              | Ve              | Sa              | Do              | Lu              | Ma              | Me              | Gi              | Ve              | Sa              | Do              | Lu              | Ma              | Me              | Gi              | Ve              | Sa              | Do              | Lu              | Ma              | Me              |                 |
| Febbraio        | Gi              | Ve              | Sa              | Do              | Lu              | Ma              | Me              | Gi              | Ve              | Sa              | Do              | Lu              | Ma              | Me              | Gi              | Ve              | Sa              | Do              | Lu              | Ma              | Me              | Gi              | Ve              | Sa              | Do              | Lu              | Ma              | Me              | Gi              |                 |                 |                 |
| Marzo           | Ve              | Sa              | Do              | Lu              | Ma              | Me              | Gi              | Ve              | Sa              | Do              | Lu              | Ma              | Me              | Gi              | Ve              | Sa              | Do              | Lu              | Ma              | Me              | Gi              | Ve              | Sa              | Do              | Lu              | Ma              | Me              | Gi              | Ve              | Sa              | Do              |                 |
| Aprile          | Lu              | Ma              | Me              | Gi              | Ve              | Sa              | Do              | Lu              | Ma              | Me              | Gi              | Ve              | Sa              | Do              | Lu              | Ma              | Me              | Gi              | Ve              | Sa              | Do              | Lu              | Ma              | Me              | Gi              | Ve              | Sa              | Do              | Lu              | Ma              |                 |                 |
| Maggio          | Me              | Gi              | Ve              | Sa              | Do              | Lu              | Ma              | Me              | Gi              | Ve              | Sa              | Do              | Lu              | Ma              | Me              | Gi              | Ve              | Sa              | Do              | Lu              | Ma              | Me              | Gi              | Ve              | Sa              | Do              | Lu              | Ma              | Me              | Gi              | Ve              |                 |
| Giugno          | Sa              | Do              | Lu              | Ma              | Me              | Gi              | Ve              | Sa              | Do              | Lu              | Ma              | Me              | Gi              | Ve              | Sa              | Do              | Lu              | Ma              | Me              | Gi              | Ve              | Sa              | Do              | Lu              | Ma              | Me              | Gi              | Ve              | Sa              | Do              |                 |                 |
| Luglio          | Lu              | Ma              | Me              | Gi              | Ve              | Sa              | Do              | Lu              | Ma              | Me              | Gi              | Ve              | Sa              | Do              | Lu              | Ma              | Me              | Gi              | Ve              | Sa              | Do              | Lu              | Ma              | Me              | Gi              | Ve              | Sa              | Do              | Lu              | Ma              | Me              |                 |
| Agosto          | Gi              | Ve              | Sa              | Do              | Lu              | Ma              | Me              | Gi              | Ve              | Sa              | Do              | Lu              | Ma              | Me              | Gi              | Ve              | Sa              | Do              | Lu              | Ma              | Me              | Gi              | Ve              | Sa              | Do              | Lu              | Ma              | Me              | Gi              | Ve              | Sa              |                 |
| Settembre       | Do              | Lu              | Ma              | Me              | Gi              | Ve              | Sa              | Do              | Lu              | Ma              | Me              | Gi              | Ve              | Sa              | Do              | Lu              | Ma              | Me              | Gi              | Ve              | Sa              | Do              | Lu              | Ma              | Me              | Gi              | Ve              | Sa              | Do              | Lu              |                 |                 |
| Ottobre         | Ma              | Me              | Gi              | Ve              | Sa              | Do              | Lu              | Ma              | Me              | Gi              | Ve              | Sa              | Do              | Lu              | Ma              | Me              | Gi              | Ve              | Sa              | Do              | Lu              | Ma              | Me              | Gi              | Ve              | Sa              | Do              | Lu              | Ma              | Me              | Gi              |                 |
| Novembre        | Ve              | Sa              | Do              | Lu              | Ma              | Me              | Gi              | Ve              | Sa              | Do              | Lu              | Ma              | Me              | Gi              | Ve              | Sa              | Do              | Lu              | Ma              | Me              | Gi              | Ve              | Sa              | Do              | Lu              | Ma              | Me              | Gi              | Ve              | Sa              |                 |                 |
| Dicembre        | Do              | Lu              | Ma              | Me              | Gi              | Ve              | Sa              | Do              | Lu              | Ma              | Me              | Gi              | Ve              | Sa              | Do              | Lu              | Ma              | Me              | Gi              | Ve              | Sa              | Do              | Lu              | Ma              | Me              | Gi              | Ve              | Sa              | Do              | Lu              | Ma              |                 |